# Marten van den Berg
Marten Cornelis van den Berg (* 19. Oktober 1961 in Den Haag) ist ein niederländischer Diplomat. Er war von 2018 bis 2023 der niederländische Botschafter in Indien.

## Leben
Von 1974 bis 1980 besuchte er das Haags Montessori Lyceum. An der Erasmus-Universität Rotterdam studierte er von 1980 bis 1987 Wirtschaftswissenschaft. Kurse in öffentlicher Verwaltung besuchte er an der University of Maryland, College Park und 2000 an der Harvard Kennedy School.

## Diplomatischer Werdegang
Von 1988 bis 1991 arbeitete er für das niederländische Wirtschaftsministerium. In das niederländische Außenministerium wechselnd war er von 2001 bis 2004 Wirtschaftsattaché der Botschaft in Washington. Nach diesem Auslandseinsatz kehrte er in das Wirtschaftsministerium zurück und war dort von 2004 bis 2012 Generaldirektor der Abteilung für internationale Wirtschaftsbeziehungen. Von 2012 bis 2018 stand er der gleichnamigen Abteilung im Außenministerium vor. Beim Ministerrattreffen der OECD 2015 in Paris, bei der die Niederlande den Vorsitz hatte, koordinierte Marten van den Berg den Vorsitz.
Von 2018 bis Juli 2023 war er als Nachfolger von Fons Stoelinga der niederländischen Botschafter in Neu-Delhi. Mitakkreditiert war Marten van den Berg für Nepal und Bhutan. Seine Nachfolgerin in Indien wurde Marisa Gerards.